# مريجات (الشوف)
مريجات هي إحدى القرى اللبنانية من قرى قضاء الشوف في محافظة جبل لبنان.